# Leonid Fjodorowitsch Iljitschow
Leonid Fjodorowitsch Iljitschow (russisch Леонид Фёдорович Ильичёв; * 15. März 1906 in Jekaterinodar; † 17. August 1990 in Moskau) war ein sowjetischer Diplomat und Politiker.
Iljitschow war ab 1938 lange Jahre in der sowjetischen Presse tätig: bis 1940 beim Bolschewik (später Kommunist), danach bis 1944 bei der Parteizeitung Prawda. Von 1944 bis 1948 leitete er als Chefredakteur die Zeitung Iswestija. Bekannt wurde er dann vor allem als stellvertretender Chefredakteur (1949 bis 1951) und Chefredakteur (1951 bis 1952) der Prawda. Seit 1962 war er Mitglied der Akademie der Wissenschaften der UdSSR.